# JKL Energy
JKL Energy é uma empresa brasileira com sede na cidade de São Paulo que atua no segmento de energias renováveis, alternativas e cogeração no Brasil e exterior. Fundada em 2015, possui um corpo técnico de engenharia especializada nesse segmento,com o propósito de desenvolver soluções em projetos, implantações, comissionamento, operações e manutenções de sistemas centralizados e descentralizados.

## Projetos
A JKL Energy possui projetos já em andamento no nordeste brasileiro, na região de Guaribas, Piauí e em outros países. A principal meta da empresa é promover o desenvolvimento Sustentável, Tecnológico e de Inovação (por meio dos projetos) implantando Smart Cities e criando mobilidade elétrica nos modais Urbanos, Rodoviários e Ferroviários.
- Projeto Brasil Sustentável:[3][4] implementar a maior usina fotovoltaica da América Latina. A planta está localizada na região entre os municípios de Guaribas e Caracol (PI) e conta com 4 milhões de painéis no total, divididos em porções de 500.000 painéis por 500 hectares (1.235,5  acres).[carece de fontes?]

O projeto também prevê o desenvolvimento na região tanto da economia quanto de infraestrutura de cidades e mobilidade. A previsão é que seja gerado 2.000 empregos diretos e indiretos em 4 anos além do desenvolvimento de vilas e cidades na região.
A usina solar fotovoltaica centralizada instalada pela JKL Energy irá fornecer 1 GW de energia para a matriz energética e para eletrificação local.[carece de fontes?]

## Maurício Souza
Mauricio Araújo Souza (Mato Grosso do Sul, 23 de agosto de 1987), empreendedor e empresário brasileiro. Fundador da JKL Holdings S.A, grupo composto por 37 empresas, baseadas no Brasil, Panamá e Estados Unidos.[carece de fontes?]